# Església de Sant Jordi (València)
L'església de Sant Jordi va ser una església de la ciutat de València situada a l'actual plaça de Josep Rodrigo Botet, consagrada el 1401 i desapareguda a mitjans del segle xix.
Es tractava d'una església petita, situada a l'aleshores plaça de Sant Jordi, molt a prop de la casa dels Ballesters del Centenar de la Ploma i separada per un carrer del Palau Vilaragut, amb el qual connectava per un passadís subterrani. La consagració de l'església s'efectuà el 1401, essent-ne prior Gil Dalvir, el darrer de l'Orde de Sant Jordi i el primer de la de Montesa. Destacà per ser la seu de la confraria del Centenar de la Ploma, que li dedicà el retaule gòtic de Sant Jordi dipositat actualment al Victorian and Albert Museum de Londres.
Una altra obra d'art significativa de l'església fou la de la Mare de Déu de les Victòries, o de les Batalles, que tradicionalment duria Jaume I a les guerres. La imatge actualment es venera a l'església de Sant Andreu de la mateixa ciutat.
També era un dels destins de la processó que es realitzava el 9 d'octubre, per commemorar la conquesta de la ciutat.
Al costat de l'església, es fundà el 1606 el col·legi de Sant Jordi de Montesa a València per als religiosos de l'Orde de Montesa que estudiaven a la universitat de la ciutat. El 1638 consta que l'església ja es trobava en un estat precari, fins que va acaba essent substituïda a mitjan segle XIX per un edifici "d'estrany gust àrab". Actualment el seu lloc és ocupat per una construcció moderna que va ser oficina bancària fins a principis del segle XXI.
En tot cas, aquesta església de Sant Jordi no s'ha de confondre amb la capella de Sant Jordi de la Catedral de València, situada a la seva part nord, a prop de la basílica dels Desemparats, que tradicionalment s'ha considerat el primer lloc on Jaume I assistí a missa després de la conquesta de la ciutat.